# 광판중학교
광판중학교(光板中學校)는 대한민국 강원특별자치도 춘천시 남산면 광판리에 있는 공립 중학교이다.

## 학교 연혁
- 1969년 10월 14일 : 광판중학교 설립인가(3학급)
- 1970년 4월 20일 : 개교
- 2019년 7월 18일 : 다목적실 준공(체육관)
- 2024년 3월 1일 : 제22대 김재환 교장 부임
- 2025년 1월 7일 : 제54회 졸업식(5명, 총 3,188명 졸업)
- 2025년 3월 4일 : 2025학년도 입학식(9명)

## 참고 자료
- 광판중학교 - 한국교육학술정보원 학교알리미